# Tang Xizong
Tang Xizong (zijn persoonlijke naam was Li Yan) (862 – 888) was een van de laatste keizers van de Chinese Tang-dynastie (618-907). Xizong kwam op elfjarige leeftijd op de troon en regeerde van 873 tot zijn dood in 888. 
Xizong werd op de troon geplaatst door de machtige hofeunuch Tian Lingzi. De regering van het land was tijdens zijn regeringsperiode verlamd door rivaliteit tussen het door de eunuchen gedomineerde hof, het bestuurlijke apparaat en de militaire gouverneurs in de provincies. Grote delen van het land waren in handen van opstandelingen en krijgsheren. 
Een van de machtigste rebellen, Huang Chao, plunderde in 879 de welvarende havenstad Guangzhou (Kanton), waar hij duizenden moslims, joden en andere buitenlanders afslachtte. In 880 trok Huang Chao naar het noorden en veroverde hij de hoofdsteden Chang'an en Luoyang. Beide steden zouden zich niet meer herstellen van de verwoestingen door de opstandelingen en de daarop volgende strijd. 
Xizong vluchtte naar de afgelegen provincie Sichuan. Deze vlucht markeerde het feitelijke einde van de Tang-dynastie, hoewel de dynastie in naam nog tot 907 bleef bestaan. Met behulp van de Turkse militaire gouverneur Li Keyong (856-908) wisten troepen van de Tang in 883 Chang'an te heroveren, maar tot tweemaal toe werd Xizong opnieuw uit de hoofdstad verjaagd. Hij stierf in 888 op zevenentwintigjarige leeftijd. 